# Campeonato Soviético de Xadrez de 1924
O Campeonato Soviético de Xadrez de 1924 foi a 3ª edição do Campeonato de Xadrez da União Soviética, realizado em Moscou, entre 23 de agosto e 15 de setembro de 1924. A competição foi vencida pelo grande mestre Efim Bogoljubow, que retornou ao país após uma estada na Alemanha, onde participou de fortes torneios. A competição de 1924 foi a primeira organizada pela Seção de Xadrez, dirigida por Nikolai Krylenko, procurador geral do Estado Soviético. Com o fim da Guerra Civil russa, e o início da estabilização do país com a implementação da NEP, Krylenko passou a apoiar o xadrez como um importante esporte intelectual de massas.

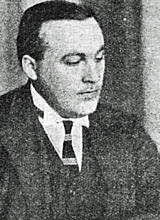
O campeão Efim Bogoljubow

## Classificação final e resultados
| N° | Jogador                  | 1 | 2 | 3 | 4 | 5 | 6 | 7 | 8 | 9 | 10 | 11 | 12 | 13 | 14 | 15 | 16 | 17 | 18 | Total |
| -- | ------------------------ | - | - | - | - | - | - | - | - | - | -- | -- | -- | -- | -- | -- | -- | -- | -- | ----- |
| 1  | Efim Bogoljubow          | - | 1 | 1 | 1 | 1 | ½ | ½ | ½ | ½ | 1  | 1  | 1  | 1  | 1  | 1  | 1  | 1  | 1  | 15    |
| 2  | Peter Romanovsky         | 0 | - | 1 | ½ | ½ | 1 | 1 | 1 | 0 | 0  | 1  | 1  | ½  | 1  | 1  | 1  | 1  | 1  | 12½   |
| 3  | Fiódor Bogatyrchuk       | 0 | 0 | - | ½ | 1 | 1 | ½ | 1 | 1 | ½  | 0  | ½  | 1  | 1  | ½  | 1  | 1  | 1  | 11½   |
| 4  | Grigory Levenfish        | 0 | ½ | ½ | - | 0 | ½ | ½ | ½ | 1 | 1  | ½  | 1  | 1  | ½  | 1  | 1  | 1  | 1  | 11½   |
| 5  | Ilya Rabinovich          | 0 | ½ | 0 | 1 | - | 0 | ½ | ½ | ½ | 0  | 1  | 0  | 1  | 1  | 1  | 1  | 1  | 1  | 10    |
| 6  | Vladimir Nenarokov       | ½ | 0 | 0 | ½ | 1 | - | 1 | ½ | 1 | 1  | ½  | 1  | 0  | 0  | 1  | ½  | 0  | 1  | 9½    |
| 7  | Yakov Vilner             | ½ | 0 | ½ | ½ | ½ | 0 | - | ½ | 1 | 1  | 1  | ½  | ½  | 1  | 0  | ½  | 1  | ½  | 9½    |
| 8  | Alexey Selezniev         | ½ | 0 | 0 | ½ | ½ | ½ | ½ | - | ½ | 1  | 0  | ½  | 1  | ½  | 1  | ½  | 1  | 1  | 9½    |
| 9  | Veniamin Sozin           | ½ | 1 | 0 | 0 | ½ | 0 | 0 | ½ | - | 1  | 0  | 1  | ½  | 0  | 1  | 1  | 1  | 1  | 9     |
| 10 | Boris Verlinsky          | 0 | 1 | ½ | 0 | 1 | 0 | 0 | 0 | 0 | -  | 1  | 1  | 1  | 1  | ½  | ½  | 0  | 1  | 8½    |
| 11 | Fiódor Duz-Khotimirsky   | 0 | 0 | 1 | ½ | 0 | ½ | 0 | 1 | 1 | 0  | -  | 0  | ½  | 1  | 1  | 1  | 1  | 0  | 8½    |
| 12 | Abram Rabinovich         | 0 | 0 | ½ | 0 | 1 | 0 | ½ | ½ | 0 | 0  | 1  | -  | 1  | 1  | 1  | 0  | 1  | ½  | 8     |
| 13 | Alexander Ilyin-Genevsky | 0 | ½ | 0 | 0 | 0 | 1 | ½ | 0 | ½ | 0  | ½  | 0  | -  | ½  | ½  | 1  | 1  | 1  | 7     |
| 14 | Nikolai Grigoriev        | 0 | 0 | 0 | ½ | 0 | 1 | 0 | ½ | 1 | 0  | 0  | 0  | ½  | -  | ½  | 1  | 1  | ½  | 6½    |
| 15 | Solomon Rosenthal        | 0 | 0 | ½ | 0 | 0 | 0 | 1 | 0 | 0 | ½  | 0  | 0  | ½  | ½  | -  | ½  | 1  | ½  | 5     |
| 16 | Alexander Sergeev        | 0 | 0 | 0 | 0 | 0 | ½ | ½ | ½ | 0 | ½  | 0  | 1  | 0  | 0  | ½  | -  | 0  | ½  | 4     |
| 17 | Sergey von Freymann      | 0 | 0 | 0 | 0 | 0 | 1 | 0 | 0 | 0 | 1  | 0  | 0  | 0  | 0  | 0  | 1  | -  | 1  | 4     |
| 18 | Andrey Smorodsky         | 0 | 0 | 0 | 0 | 0 | 0 | ½ | 0 | 0 | 0  | 1  | ½  | 0  | ½  | ½  | ½  | 0  | -  | 3½    |